# Ноговчиці
Ноговчиці (пол. Nogowczyce, нім. Nogowschütz, 1936-45: Wangschütz) — село в Польщі, у гміні Уязд Стшелецького повіту Опольського воєводства.
Населення — 272 особи (2011).

## Демографія
Демографічна структура станом на 31 березня 2011 року:
|          | Загалом | Допрацездатний вік | Працездатний вік | Постпрацездатний вік |
| -------- | ------- | ------------------ | ---------------- | -------------------- |
| Чоловіки | 131     | 28                 | 88               | 15                   |
| Жінки    | 141     | 29                 | 88               | 24                   |
| Разом    | 272     | 57                 | 176              | 39                   |